# Великополянське сільське поселення (Кадошкінський район)
Великополя́нське сільське поселення (рос. Большеполянское сельское поселение) — муніципальне утворення у складі Кадошкінського району Мордовії, Росія. Адміністративний центр — село Велика Поляна.

## Населення
Населення — 463 особи (2019, 565 у 2010, 723 у 2002).

## Склад
До складу поселення входять такі населені пункти:
| Населений пункт          | Населення, осіб (2002) | Населення, осіб (2010) |
| ------------------------ | ---------------------- | ---------------------- |
| Велика Поляна, село      | 678                    | 533                    |
| Насакан-Потьма, присілок | 45                     | 32                     |